# Antoine Chintreuil
Antoine Chintreuil (Pont-de-Vaux, 15 maggio 1814 – Septeuil, 8 agosto 1873) è stato un pittore paesaggista francese.
È considerato uno dei più importanti precursori del movimento impressionista. Come paesaggista Chintreuil può essere accostato ad artisti come Eugène Boudin e Johan Barthold Jongkind e, in generale, alla Scuola di Barbizon.

## Biografia

### La giovinezza
Antoine Chintreuil era figlio di Georges Chintreuil, venditore di cappelli, e di Suzanne Claret, insegnante. In seguito alle invasioni straniere del 1814 e alla crisi economica che derivò, il padre di Antoine non riuscì a riassestare le sue finanze. Sua moglie, allora, aprì una piccola scuola femminile a Pont-de-Vaux e diede lei stessa a suo figlio le prime nozioni scolastiche, prima di iscriverlo alla scuola cittadina. Il giovane Chintreuil, inoltre, ricevette delle lezioni di disegno da un vecchio amico di famiglia, acquisendo una solida impostazione. Alla morte della madre (1832) restò nella scuola di Pont-de-Vaux in qualità di insegnante di disegno. Trascorse quindi un periodo nel collegio di Mâcon, sempre come insegnante, finché, tornato a Pont-de-Vaux, si dedicò totalmente al disegno e alla pittura.

### Gli inizi a Parigi
Verso il 1836, grazie alla modesta eredità lasciatagli da sua madre, Chintreuil tentò l'avventura parigina. Agli inizi trovò un posto come commesso di libreria e fece la conoscenza dei fratelli Desbrosses, di cui il primo, Joseph-Gabriel, era scultore e il secondo, Léopold, pittore e incisore. Dopo qualche tempo i tre artisti divennero amici inseparabili. Nel 1842 fu allievo di Paul Delaroche e, conosciuto Camille Corot dal quale fu fortemente influenzato, apprese la pittura en plein air ed iniziò a praticarla frequentando Barbizon. Ma Chintreuil perse il posto di commesso: ormai senza più risorse decise di dedicarsi unicamente all'arte, anche se ciò gli costò un lungo periodo di privazioni e di estrema miseria. Nel 1846 la morte di Joseph-Gabriel Desbrosses fu per lui un'esperienza terribile. Si aggrappò ai suoi ideali di pittore e fece tesoro dei consigli di Camille Corot, pur non lavorando nell'atelier di quest'ultimo. Espose, comunque, per la prima volta al Salon del 1847 il suo quadro Paysage de la Butte Montmartre, ed ebbe fortuna: i suoi lavori cominciarono ad interessare i collezionisti ed il pubblico. Finché, due anni dopo, Jean-Alfred Desbrosses, il terzo dei fratelli Desbrosses (1835-1906) si trasferì presso di lui e divenne suo allievo. 
 Nel corso di questi anni Chintreuil dipinse circa trentatré quadri.

### Il periodo d'Igny
A cominciare dal 1850 e per sette anni, Chintreuil, sempre alla ricerca di nuovi paesaggi, quando iniziava la bella stagione partiva per dei soggiorni fuori città.
Si recò in particolare a Igny, nell'Essonne, e nella valle del fiume Bièvre. Durante questo periodo produsse circa centotrentotto quadri, ma le continue esposizioni al freddo dell'alba e all'umidità delle sere ne minarono la salute ed egli cadde gravemente ammalato. Il suo amico e allievo Desbrosses lo colmò di attenzioni e lo assistette di continuo per farlo guarire, ma Chintreuil non si riprese mai completamente.

### La convalescenza a Boves
Nel 1856 Chintreuil completò la sua convalescenza a Boves, in Piccardia, dove poté realizzare ancora una quindicina di opere.

### Il periodo di Septeuil

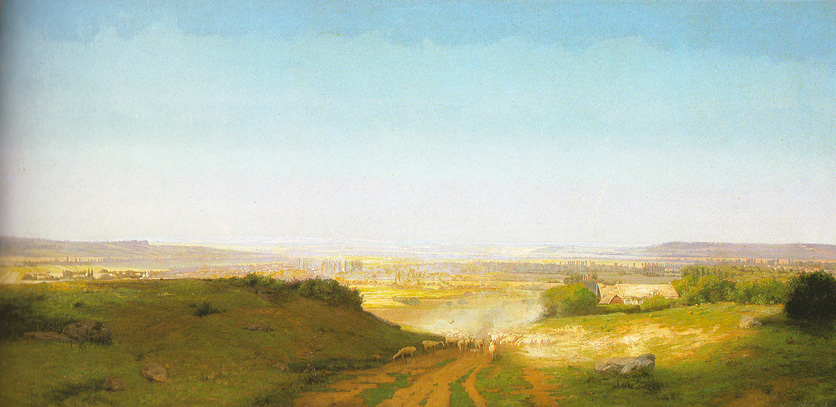
Lo spazio, 1869

A partire dal 1857, Chintreuil e il suo allievo, sempre conservando l’atelier di rue de la Seine a Parigi, decisero di passare la bella stagione a Septeuil, nel borgo de La Tournelle, posto su un altopiano che domina la valle del fiume Vaucouleurs. Chintreuil seguì sempre il suo principio di dipingere la natura senza artifici, nella sua semplice bellezza.
Nel 1861 ottenne una medaglia d'argento all'Expo di Ginevra, mentre i tre lavori che presentò al Salon del 1873 furono rifiutati. Per questo egli compare fra i fondatori del "Salon dei Rifiutati". Ma all'Esposizione universale del 1867 ricevette una medaglia. I suoi quadri, l’Ondée del 1868 e l’Espace del 1869, ottennero un gran successo. Il suo catalogo elenca duecento opere realizzate in quel periodo!
Chintreuil fu anche un pittore di marine: solo durante i suoi soggiorni a Boulogne-sur-Mer, Fécamp e Dieppe, egli realizzò infatti ventisei quadri di soggetto marinaro.
Nel 1870 fu insignito del titolo di Cavaliere della Légion d’honneur. Su richiesta del Municipio di Pont-de-Vaux, Jean Desbrosses eseguì il suo ritratto.  All'inizio del 1873, Chintreuil tornò ad ammalarsi assai gravemente. Ciononostante riuscì a terminare il suo capolavoro: Pioggia e sole, quindi tentò senza successo una cura termale. Ma era la fine: Chintreuil morì nella sua casa di Septeuil e fu sepolto nel cimitero del Comune. Aveva 59 anni.

### Dopo la morte
Jean Desbrosses ordinò una stele per la tomba di Chintreuil, e inoltre, nella primavera del 1874, egli ottenne che fosse dedicata all'artista una mostra presso l'École des beaux-arts di Parigi. Pubblicò anche un album intitolato La vie et l’œuvre de Chintreuil. L’anno seguente, realizzò una vendita di opere dell'artista che ebbe un grande successo. Pluie et Soleil fu il primo quadro di Chintreuil ad essere esposto al Louvre nel 1884.
Il Museo Chintreuil ospita numerose opere dell'artista a Pont-de-Vaux, sua città natale.
Jean Desbrosses morì nel 1906 e, come sua moglie, è sepolto nella stessa tomba di Chintreuil.

## Opere

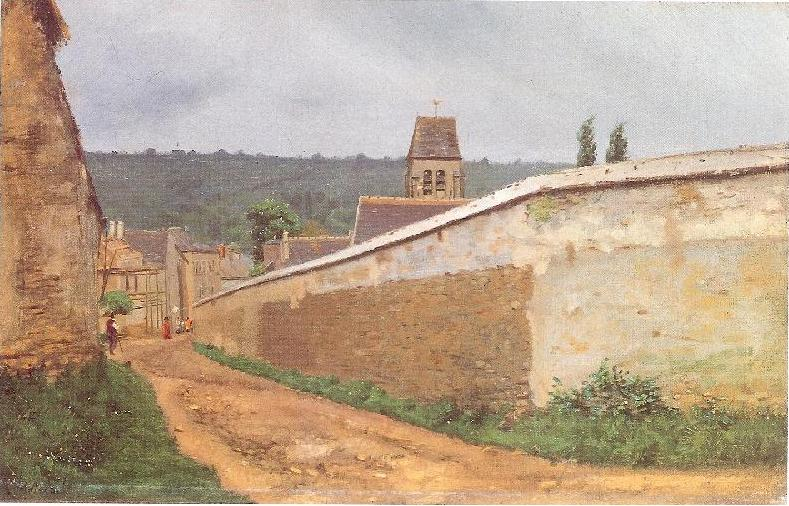
Le Rogazioni a Igny, 1853

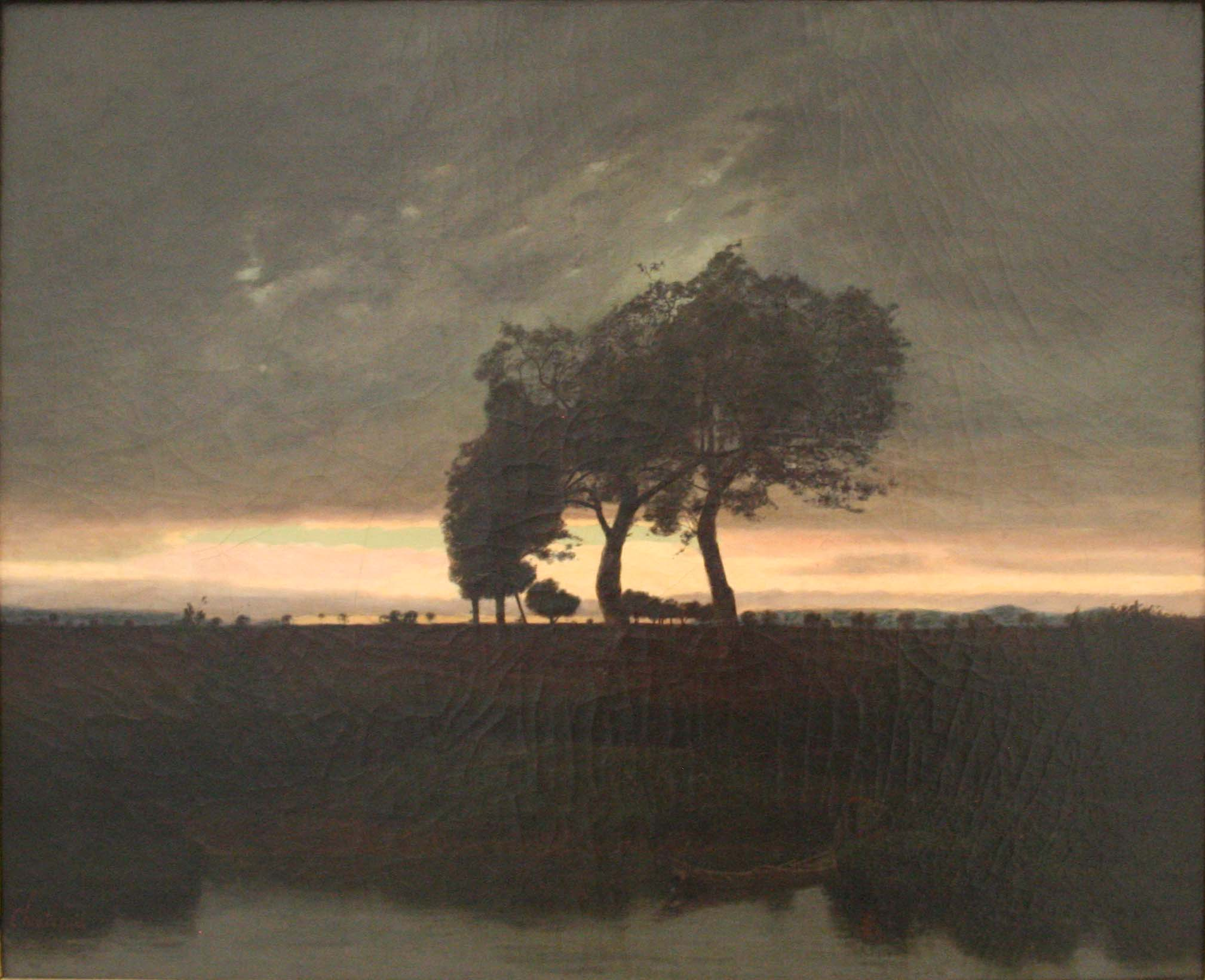
Una palude

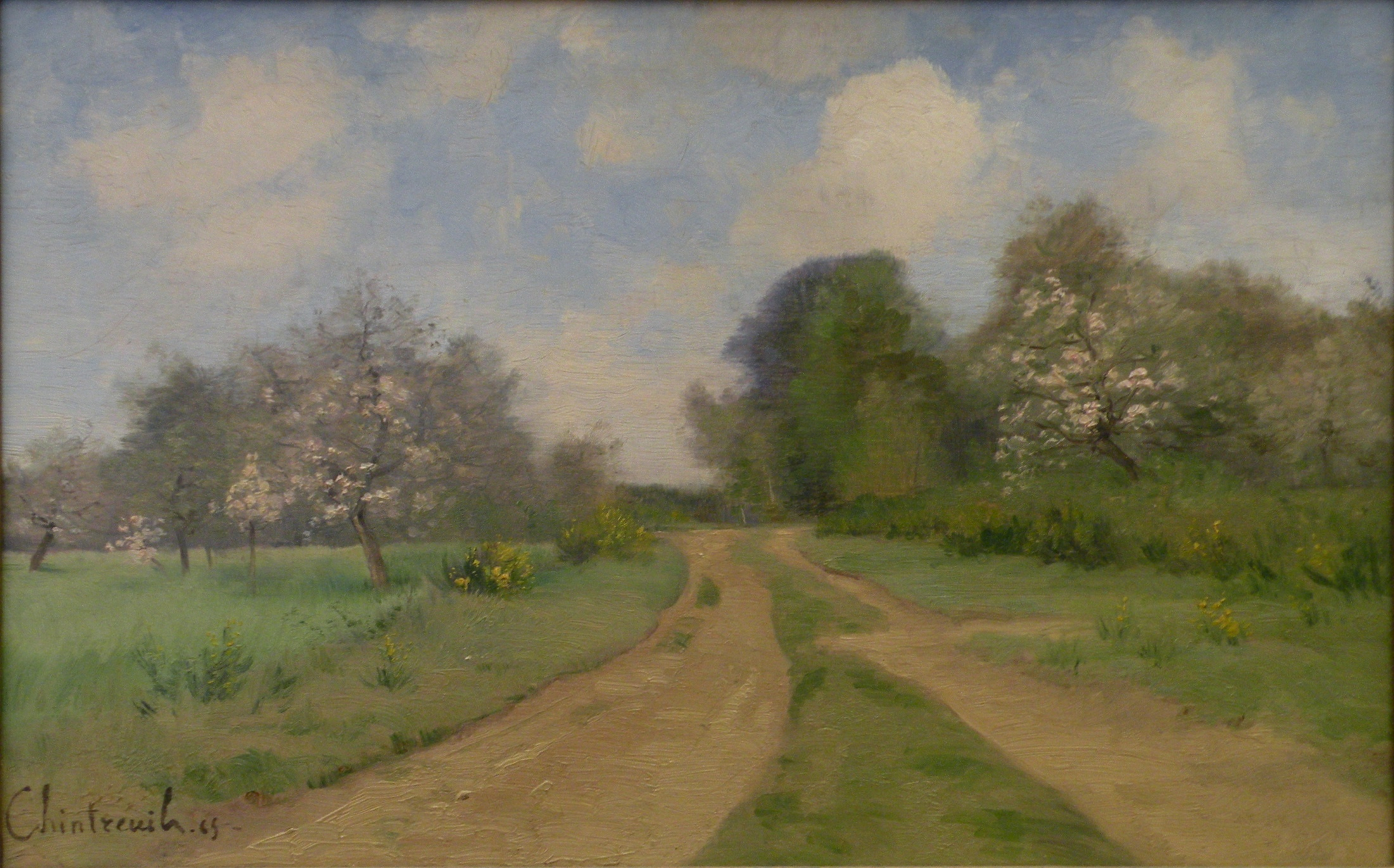
Frutteto a Carlepont

Opere in collezioni pubbliche (elenco parziale)
In Francia
- Le Soir, 1855. Museo di belle arti di Angers
- Chemin dans les bois, 1865.  Museo di belle arti di Arras
- Bourg-en-Bresse, Museo di Brou :
  - Une Vallée, verso il 1852,[1]
  - Les Rogations à Igny, 1853,[2]
  - Clairière aux biches, 1856,[3]
  - Bois de la Féérie aux Grédeux, 1867,[4]
  - La Mer au soleil couchant : Fécamp, o Falaises à Étretat,[5]
  - La Fenaison,[6]
  - Le Bouleau blanc,[7]
  - Le Val aux merles, o Le Val aux herbes,[8]
  - Paysage (sous-bois),[9]
- Palazzo delle belle arti di Lilla :
  - Les Vapeurs du soir, paysage, 1865,[10]
  - Paysage,[11]
- Museo di belle arti di Orléans :
  - Une Vallée - Effet de matin, 1854.
- Museo d'Orsay, Parigi:
  - L'Espace, verso il 1869,[12]
  - Pommiers et genêts en fleurs,[13]
  - Pluie et soleil, 1873[14]
  - La Prairie à Igny, o Vaches au pré à Igny,[15]
  - Paysage du soir. Le pommier au croissant,[16]
  - La Passerelle dans les prés à Igny,[17]
  - La Côte,[18]
  - Sentier au bord d'un vallon ombreux,[19]
- Museo di belle arti di Rouen :
  - Chemin sous des pommiers,[20]

Altrove
- L'Ondée, 1868. Francoforte sul Meno, Städel Museum
- Une Marnière. Cleveland, (Ohio), Museum of Art

## Galleria d'immagini

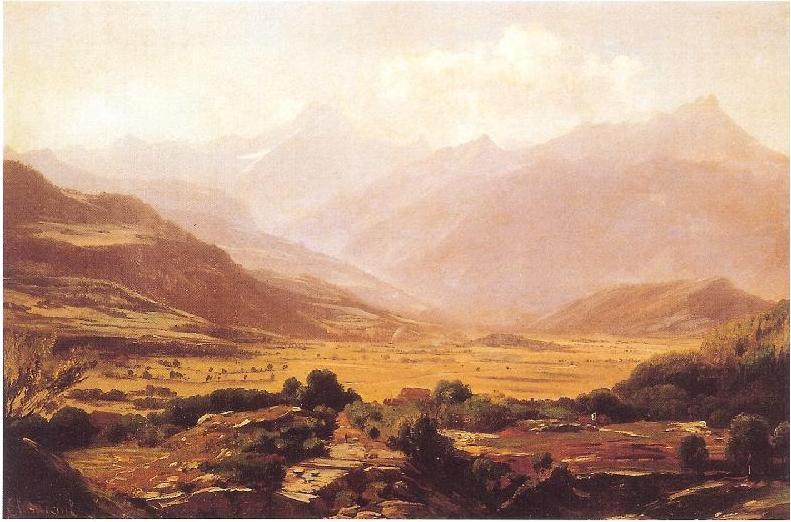
Una valle - Effetto di mattino, 1854
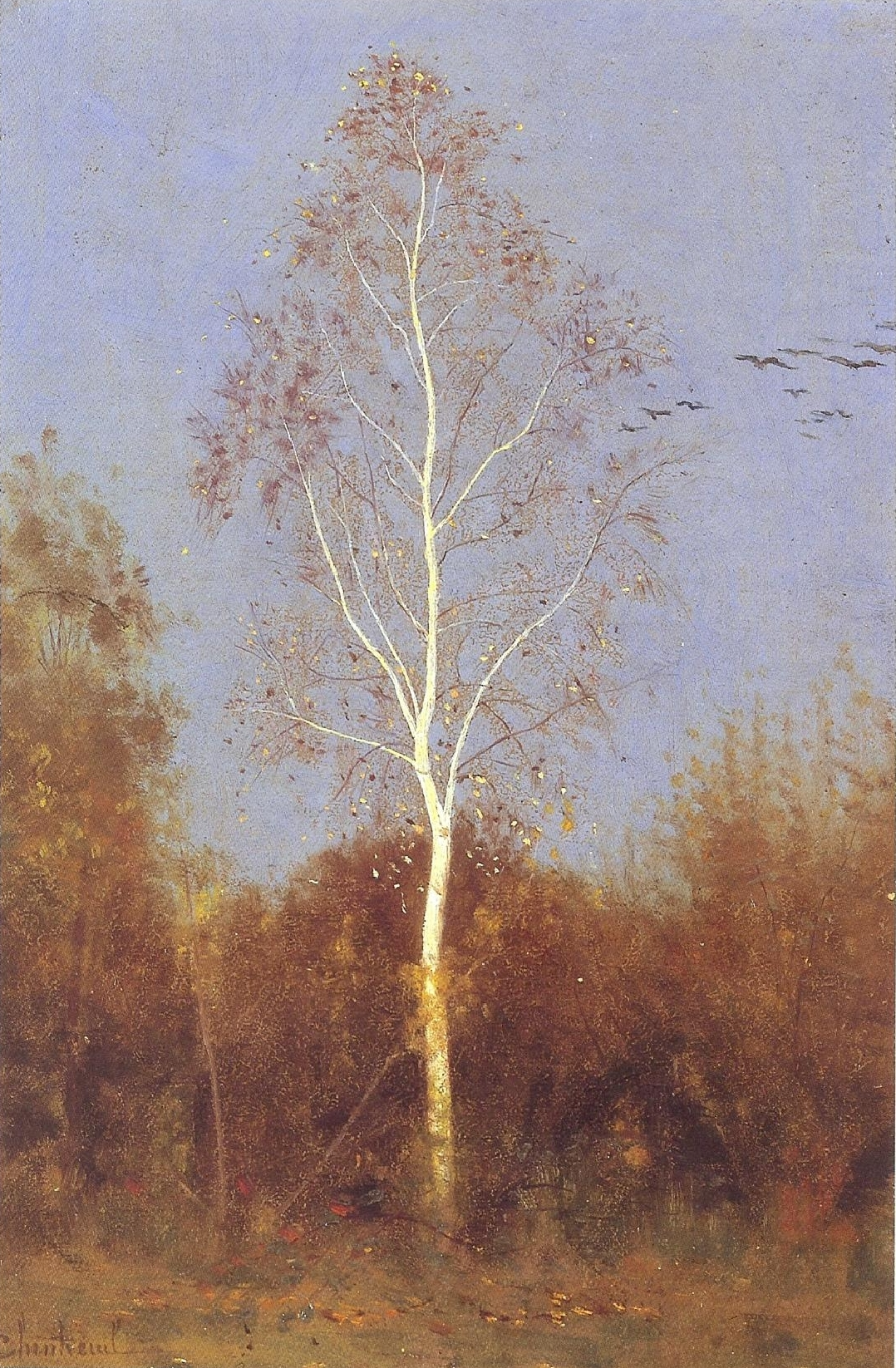
La Betulla bianca,
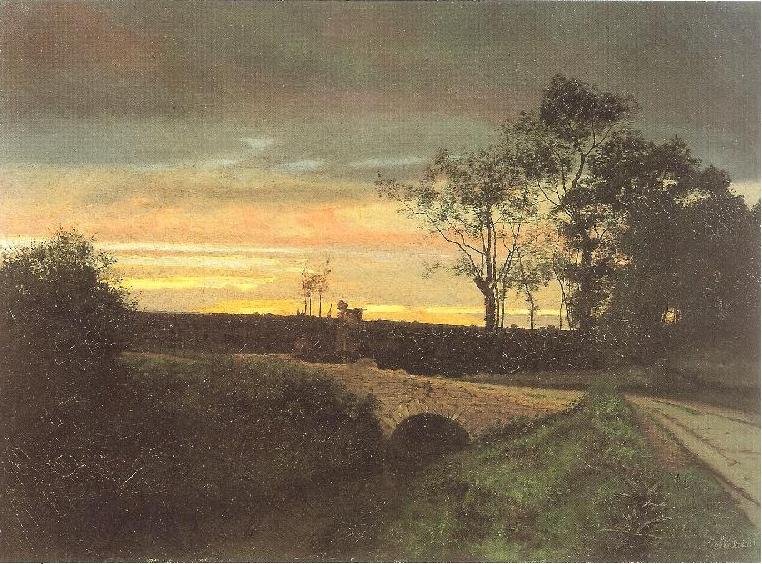
La Sera, 1855
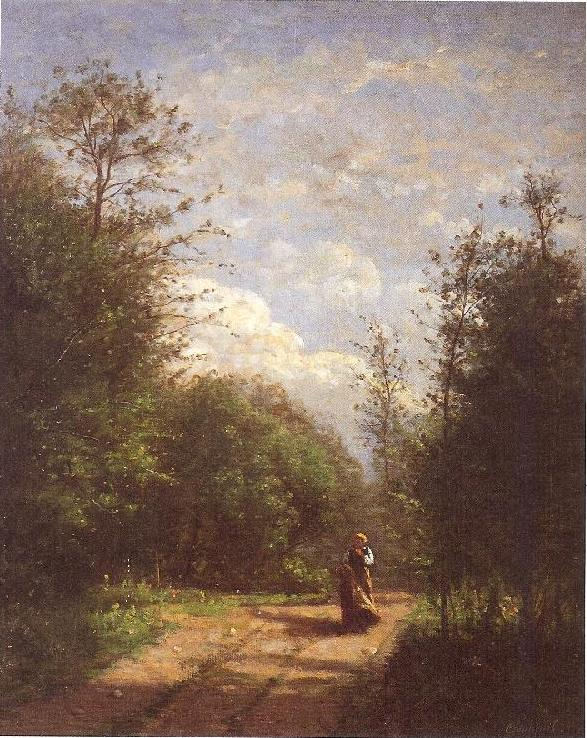
Sentiero nel bosco, 1865
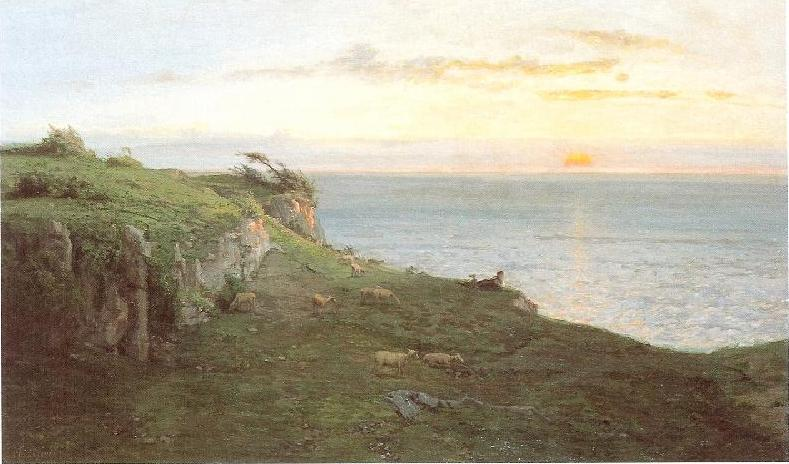
Il mare al tramonto: Fécamp
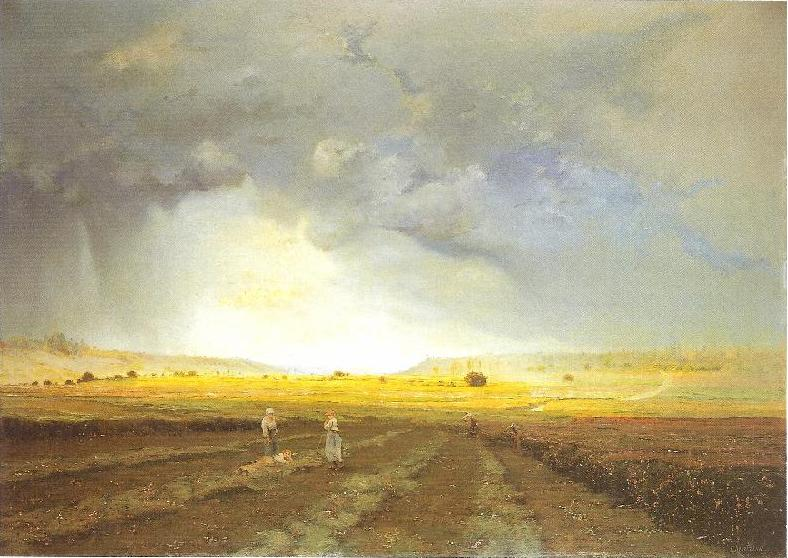
L'Onda, 1868
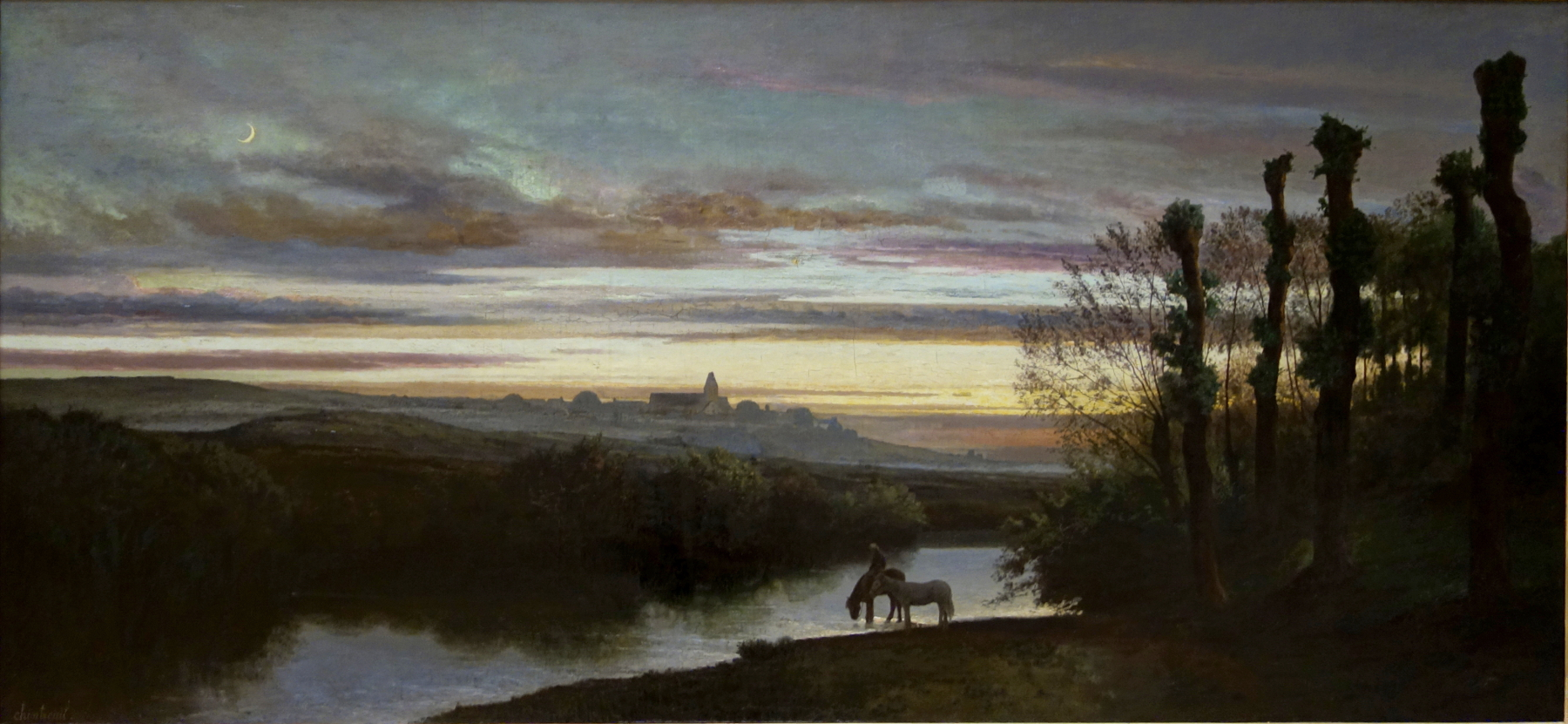
I vapori della sera, paesaggio, 1870
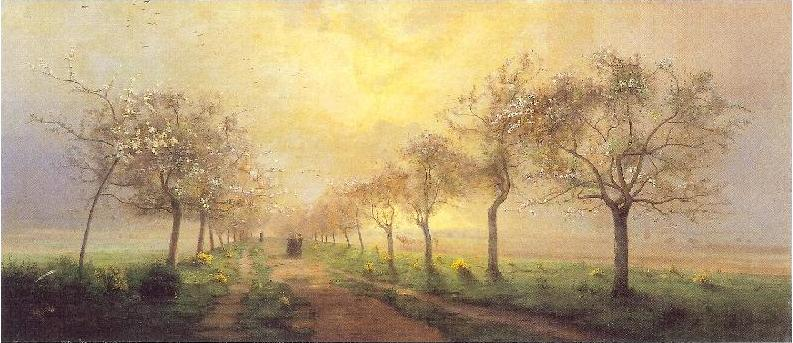
Meli e ginestre in fiore

## Mostre
- Dal 20 giugno all'8 ottobre 1973, Museo municipale di Bourg-en-Bresse « Antoine Chintreuil »
- Giugno-luglio 1977, Castello di Montbéliard, « Le Paysage français au XIXe siècle »

## Note

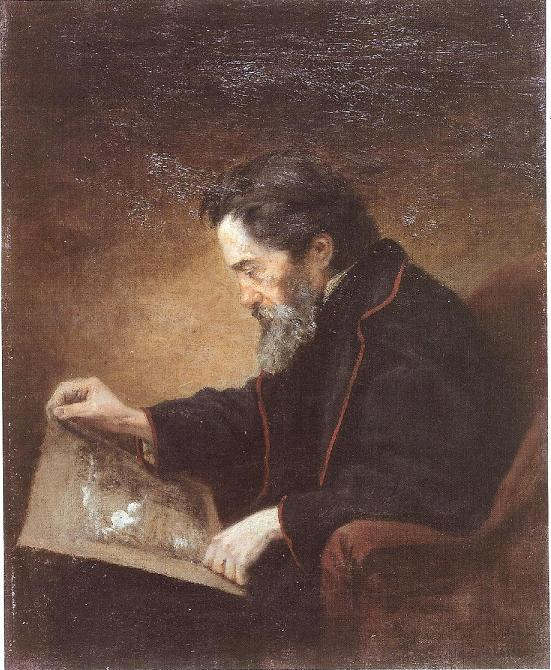
Antoine Chintreuil
Ritratto di Jean Desbrosses